# Bacsik Elek
Bacsik Elek (Budapest, 1926. május 22. – Glen Ellyn, Illinois, 1993. február 14.) jazzgitáros, hegedűművész. Európában, főként Franciaországban gitárosként szerezte máig tartó hírnevét, az Egyesült Államokban a hegedű volt a fő hangszere. Élőben és hangfelvételein ezek mellett elektromos hegedűn, violectrán, brácsán, csellón, bőgőn, basszusgitáron és buzukin játszott. Zenésztársai visszaemlékezése szerint „egész jól” cimbalmozott. Kiemelkedő technikai felkészültséggel és páratlan zenei intelligenciával, alkalmazkodóképességgel mozgott a legkülönbözőbb zenei műfajok, stílusok és zenekari felállások, zenekari szerepek között.

## Életútja
Bacsik Elek magyarországi cigány (romungro) családban született 1926-ban. Édesapja, Bacsik Árpád kiváló brácsás volt. Csak alapfokon, zeneiskolai keretek között tanult hegedülni, nincs nyoma, hogy tanulmányait magasabb szinten folytatta volna. Többi  hangszerén zenésztársaitól és autodidakta módon tanult. Érdeklődése tizenéves korában a gitár felé fordult. A háború előtt cigányzenekarokban és tánczenekarokban muzsikált. 
17 éves korától tagja volt a legendás Arizona mulató zenekarának, ahol hegedűn, gitáron játszott, csellózott, bőgőzött. Itt olyan muzsikusokkal játszott együtt, mint a később világhírűvé vált zongoraművész Cziffra György (zongoraművész). 1945-ben, amikor Tabányi Mihály megalapította saját zenekarát Pinocchio néven, a formációban Bacsik Elek mellett egy másik, később világhírnevet szerző gitáros, Zoller Attila is zenélt. 1946 októberétől rendszeresen szerepelt a rádió jazzműsoraiban.
1946-ban néhány hónapig Ausztriában, 1948-ban Svájcban zenélt. Visszaemlékezése szerint svájci útja során ismerkedett meg a bebop zenével. „Rögtön lenyűgözött ez a zene, amikor meghallottam. Elmentem és megvettem az összes Dizzy [Gillespie] és [Charlie] Parker lemezt, amit csak találtam.” Néhány zenésztársa állítása szerint Bernben Hazy Osterwald zenekarában gitározott.
1949-ben a Lecák néven ismert Oberdorfer (Orlay) Árpád zenekarával Bejrútba utazott. Két év múlva ideiglenes okmányokkal, hontalanként került Olaszországba, ahol Renato Carosone triójában, később kvartettjében is hegedült, gitározott és bőgőzött. Meghatározó élménye volt, hogy Milánóban találkozott Dizzy Gillespie-vel.
Az 1950-es évek utolsó harmadában hosszabb ideig dolgozott Spanyolországban és Portugáliában. Az évtized végén érkezett Párizsba, ahol hamar ismert és elismert jazzgitárossá vált annak ellenére, hogy zenéje nem rokonítható a franciaországi nagy múltú és népszerű cigány gitárzenékkel: sem a Django Reinhardt-féle szintó szvinggel, sem a manouche gitározással.
1959-ben Párizsban az Art Simmons trióban gitározott a híres Mars klubban, ami az Európába érkező amerikai zenészek törzshelye volt. Korai lemezein a ritmusszekcióba simulva gitározott. Lou Bennett triója tagjaként készítette első olyan LP-jét (Dansez et Rêvez, 1960), amelyen megmutathatta sokoldalúságát: a lemezen az egyes számok műfajához, stílusához, hangulatához igazodva változatosan ritmusgitározik és egyedi karakterű gitárszólókat játszik.
1962-ben nagylemezt készített, mely a jól alliteráló Electric Guitar of the Eclectic Elek Bacsik címet viseli. Ezen az albumon stílusa sokkal inkább Tal Farlow és Johnny Smith játékához állt közel, mint az európai cigány előadókéhoz. Itt egy feljátszott második sávban leginkább ritmizáló gitár részeket játszik.
Ugyanebben az évben európai gitárosként elsők között – talán elsőként – játszott szólólemezen bossa novát.
Ebben az évben két alkalommal lépett fel szólógitárosként, ritmusszekció kíséretében az Antibes–Juan-les-Pins jazzfesztiválon. Itt újra találkozott Dizzy Gillespie-vel, aki a fesztivál idején vette fel a Dizzy on the French Rivera című lemezének felét. Dizzy felkérte Bacsikot, hogy játsszon a lemezen négy számban: Chega De Saudade, Here It Is, One Note Samba és a For the Gypsies, amivel Dizzy a cigányok előtt szeretett volna tisztelegni.
Az 1960-as évek elején Bacsik Elek nagyon népszerű volt Párizsban. Mivel a legtöbb európai zenésszel ellentétben „fekete módra” zenélt, olyan toplistás vagy később toplistássá lett afroamerikai zenésszel készültek felvételei, mint Dizzy Gillespie, Art Simmons, Quentin Jackson, Quincy Jones, Kenny Clarke, Eric Dixon, Clark Terry, Elvin Jones, Leo Wright, az argentin Lalo Shifrin, a francia Michel Gaudry valamint Daniel Humair, Sacha Distel, Guy Pedersen. Vasárnaponként egy TV show-ban játszott olyan sztárokkal, mint Charles Aznavour és Gilbert Bécaud, a gitan gyerekzseni Boulou Ferré, a brazil Baden Powell. Fényképe megjelent a legnépszerűbb magazinokban, többek között a Paris Match-ban.
1963-ban a cannes-i Palm Beach-ben játszott, Montreux-ben, a Nemzetközi Televíziós Fesztiválon Jeanne Moreau-t kísérte. Michel Legrand nagyzenekarával készített lemezt, és a francia chanson ikonikus előadójával, Serge Gainsbourg-ral dolgozott hangszerelőként és gitárosként. Kísérője volt a nálunk kevéssé ismert, de Franciaországban ma is jegyzett Barbarának, Claude Nougaronak, Jacques Higelinnek.
1963-ban jelent meg a Guitar Conceptions című albuma. Mindkét franciaországi nagylemezén szerepel néhány, a cool jazzben azóta is meghatározó előadása.
1965 végén az USA-ba utazott. 1966 februárjában és márciusában amerikai magyarokkal, a Bihari Ballettel cigányprímásként turnézott, lemezük Zigani Ballet címmel jelent meg. Nyáron visszatért Franciaországba, Jeanne Moreau hangszerelője és kísérője volt a színésznő 1967-ben megjelent sanzonlemezén. A közös munkáról François Reichenbach forgatott dokumentumfilmet.
1966 őszén végleg az Egyesült Államokban telepedett le. Decemberben Hrach Yacoubian örmény hegedűs zenekarában buzukin játszva turnézott és lemezt készített. Később elmerült a Las Vegasi hoteljazzben, a „kabaré” színpadi világában. Újra a Zigani Ballet prímása lett, majd ismét Yacoubiannal dolgozott. A mindennapos nagyzenekari szórakoztatózene mellett fel-felbukkant jazzfesztiválokon. Gitárosként, hegedűsként, brácsásként, csellistaként számos alkalommal zenélt Tommy Vig zenekarában, 1969-ben és 1972-ben Elvis kísérőzenekarában hegedült, 1970 és 1972 között több ízben újra dolgozott Quincy Jones-szal, akivel többek között 1972-ben a Dollars című film zenéjét játszotta fel.
1973-ban Bob Thiele-vel kezdett dolgozni, kiadott két LP-t, amin főleg hegedűn és elektromos hegedűn, mellettük brácsán és gitáron játszott. Az 1973-ban megjelent I Love You lemezen a hegedű mellett gitározott, Oliver Nelson neki dedikálta „Blues for Elek” című szerzeményét. Ez az egyetlen nem magyarországi jazzlemeze, amelyen magyar darab (Vecsey Ferenc: Valse triste) szerepel.
Az 1975-ös Bird and Dizzy: A Musical Tribute lemezen Charlie Parker és Dizzy Gillespie bebop darabjait játszotta hegedűn és a violectra speciális, elektronikus hangképzésű hegedűn. Ennek mérete a hegedűéhez hasonló, de egy oktávval mélyebbre van hangolva, mint a hegedű, így ez a hangszer a cselló és a brácsa közötti lágéban szól. A lemezen ezzel a hangszerrel játszotta fel a stúdió adta lehetőségeket kihasználva önmagával unisonóban a témákat és a szólókat. Erről a lemezről egyik darabot a Smithsonian Intézet beválogatta minden idők legjobb jazzhegedű-felvételei közé.
A két bebop-lemezen világsztárok a partnerei: Elvin Jones és testvére, Hank Jones, Bucky Pizzarelli, Oliver Nelson, Shelly Manne, Warne Marsh.
1974-ben nagy sikerrel játszott a newporti jazzfesztiválon, a Duke Ellington emlékére rendezett jam sessionön.
A 70-es évek közepén rövid időre úgy tűnt, hogy újra ismertségre tesz szert, de – pár fesztiválszereplést és (legalább) egy szövetségi szinten szervezett mesterkurzuson való oktatást leszámítva – ismét elmerült a homályban. Ezekből az évekből mindössze néhány amatőr hangfelvétel maradt ránk. 1977 elején a National Association of Jazz Education hegedűszekciójának elnöke lett.
Körülbelül 1977 őszétől hosszú ideig Wayne Newton zenekarának volt koncertmestere, első hegedűse. Jazzmuzsikusként a következő másfél évtizedben mindössze egyetlen LP-n működött közre hegedűn és gitáron, valamint néhány rádiófelvételt hagyott maga után.
Utolsó éveiben cigányzenekarban gitározott, később Kanadában, Québecben és Montréalban játszott jazzklubokban, bárokban, éttermekben. 1988-ban és 1989-ben a Nuits Bleue’s Internationales de Jazz in Québec City fesztivál fellépője volt.
Québecben a kanadai Gilles Bernard zongoristával és Pierre Coté bőgőssel trióban a Radio Canada megbízásából készülő jazzalbumon dolgozott, amikor szélütés érte. Fél oldala lebénult, a zenélést fel kellett adnia. Nem sokkal később gyógyíthatatlan tüdődaganatot diagnosztizáltak nála.
Élete végén Glen Ellynben, Chicago elővárosában lakott. A kutatások jelenlegi állása szerint a közeli Elk Grove Village egyik kórházában halt meg 1993-ban, hamvait East Dundee Twin Pines temetőjében szórták szét.
A Magyarországon alig ismert nagyszerű jazzmuzsikust Glen Ellyn város a nagyjai között tartja számon.
Leonard Feather (1988-ban halt meg) jazzenciklopédiájába mindössze négy magyar születésű zenész fért be, abból három gitáros. Egyikük Bacsik Elek (Szabó Gábor és Zoller Attila mellett).
Méltóan Franciaországban őrizték meg emlékét: lemezei újra és újra megjelennek, eddig kiadatlan felvételei napvilágot látnak.

„A cigány természet szabadnak született. És szabadnak lenni azt is jelenti, hogy nem ismerünk korlátokat, akadályokat a kapcsolatteremtésben. Számunkra nem számítanak a határok, az etnikai, nyelvi és kulturális különbségek. Egy roma számára az egész világ nyitott, mint a világűr. Mint a végtelen űr, ahol végtelenek a lehetőségek. Ez a mi küldetésünk az életben – megmutatni, hogy mennyire nyitott lehet, és hogy valóban mennyire nyitott a világ. Számomra a zene az, amivel ezt a roma küldetést teljesíthetem.”

– Bacsik Elek

## Diszkográfia
- 1962: The Electric Guitar of the Eclectic Elek Bacsik (Fontana) (LP) = 1963: Jazz Guitarist (Philips, USA és Japán) (LP) = Interpretações únicas de Elek Bacsik (Philips, Brazília) (LP) = 1989: The Electric Guitar Of The Eclectic Elek Bacsik (Fontana) (CD, Album, RE) = 2002: Nuages. Jazz In Paris 81 (Universal Music) (CD)
- 1962: Take Five (Fontana) (EP)
- 1962: Bossa Nova (Fontana) (EP) = 2002: Nuages. Jazz In Paris 81, bonus tracks (Universal Music) (CD)
- 1963: Guitar Conceptions (Fontana) (LP) = 2000: Guitar Conceptions. Jazz in Paris 15 (Universal Music) (CD)
- 1963: Quatre Slows (Fontana) (EP)
- 1966: Elek Bacsik – Stephane Grappelli: I Giganti del Jazz Vol. 84 (Curcio / I Giganti del Jazz) (LP) – a lemez két oldala egymástól független, Bacsik az A oldalon, Grappelli a B oldalon szerepel. Az A oldal utolsó számán (Summertime) nem Bacsik Elek, hanem Coco Briaval triója játszik.
- 1973: I Love You (Bob Thiele Music) (LP)
- 1975: Bird & Dizzy, A Musical Tribute (Flying Dutchman) (LP)
- 1980: Blue Rondo A La Turk (Fontana / Phonogram) (2×LP = The Electric Guitar of the Eclectic Elek Bacsik + Guitar Conceptions)
- 2016: Historical Recordings 1943–1947 (Pannon Jazz, PJ 1090) (CD) – Simon Géza Gábor: Esős évszak – Bacsik Elek bio-diszkográfia 1926–1993 / Season of the Rain – Elek Bacsik bio-discography 1926–1993 kötet CD mellékleteként. Magyar Jazzkutatási Társaság / Hungarian Society for Jazz Research, Budapest, 2016. ISBN 978-963-12-4707-7

### Közreműködő zenészként
- 1953: Renato Carosone e il suo Quartetto (Pathé, MG 191) (A oldal: solista chitarra: Alexis Bacsik)
- 1959: The Kenny Clarke Orchestra With Andy and The Bey Sisters (Métropole) (EP) – a lemezborítón Al Back (hegedű) és Alexis Backsix (gitár) álneveken szerepel
- 1959/60: Clark Terry Septet: What Makes Sammy Swing! (Lone Hill Jazz) (CD)
- 1960: Les Double Six Meet Quincy Jones (Columbia) (LP)
- 1960: Art Simmons: No Problem (EP, Ducretet Thomson)
- 1960: Dansez et Rêvez avec le trio Lou Bennett (LP, RCA Victor 430.051) (Lou Bennett – organ, Elek Bacsik – guitar, Daniel Humair – drums; Paris, France, Summer 1960)
- 1962: Dizzy Gillespie: Dizzy On The French Riviera, recorded July 24, 1962 live at the 3rd International Jazz Festival D’Antibes–Juan-Les-Pins (LP, Philips)
- 1963: André Hossein: La mort d’un tueur (filmzene + EP, Ducretet Thomson)
- 1963: Dizzy Gillespie et son orchestre avec Elek Bacsik: Bossa Nova (EP, Philips)
- 1963: Serge Gainsbourg: Confidentiel (LP, Philips) – ezen a lemezen hallható egyetlen ismert szerzeménye, a La saison des pluies
- 1964: Claude Nougaro: Claude Nougaro No 2 (LP, Philips)
- 1964: Yoska Nemeth joue Django Reinhardt (EP, Disques Festival)
- 1964: Michel Legrand nagyzenekara: Archi-Cordes (LP, Philips)
- 1966: Jacques Higelin – N°2 (EP, Disques Jacques Canetti) (hangszerelő, kísérő)
- 1966: Nora Kovach and Istvan Rabovsky, The Hungarian Gypsy Orchestra: Zigani Ballet (LP, Audio Fidelity) (prímás)
- 1966: Hrach Yacoubian: A Night With Yacoubian In Fresno (LP) (buzukin játszik)
- 1967: Jeanne Moreau: Jeanne Moreau N°2 – 12 Chansons nouvelles (LP, Disques Jacques Canetti) (hangszerelő, kísérő)
- 1967: Jeanne Moreau: Tout Morose (EP, Disques Jacques Canetti) (hangszerelő, kísérő)
- 1972: Quincy Jones: Dollars (filmzene + LP, Reprise Records)
- 1987: Butch Baldassari: What’s Doin’ (LP, Cactus Records) (Mr Elbak néven két számban ritmusgitározik és hegedűszólót játszik)
- 2001: Serge Gainsbourg: Théâtre des capucines 1963 (LP, Ltd, Num: Mercury) (CD: 2003, Mercury, Philips)

### Válogatások
- Gitarren von Bach bis Beat (Philips / Stern Musik) (LP)
- 1989: Autour De Minuit – Guitare (Gitanes Jazz) (CD)
- 2000: Les Tubes Du Jazz (Verve Records / Universal) (CD)
- 2005: I Like Be I Like Bop: Odds & Svends Of Early Bebop Violin & Contemporary Violin Curiosities (AB Fable) (2×CD) jazzhegedű-válogatás, Bacsik: 2/27, 2/28 track
- 2005: Bownus 2005 – Almost Like Being In Bop (AB Fable) (CD) korábban kiadatlan jazzhegedű-felvételek, Bacsik: 11–13. track
- 2014: Electric Guitar Story 1935–1962 (Frémaux & Associés) (3 CD)

## Bibliográfia
- Halper László: Zenészlegendák. Legendás történetek legendás romazenészekről. Szerzői kiadás, Leányfalu, 2003; második bővített és átdolgozott kiadás: FROKK, Budapest, 2013
- Pál Nagy Balázs: Bacsik Elek – Budapesttől East Dundee-ig. Szerzői kiadás, Kecskemét, 2021
- Simon Géza Gábor: Bacsik Elek – Az első 22 év. A Mária Valéria Új-Teleptől a Zeneakadémiáig (1926-1948). Gramofon Klasszikus és Jazz, Budapest, 2014. Nyár
- Simon Géza Gábor: Egy jazzkarrier korai állomásai – Bacsik Elek és Tabányi Mihály. Bohém Jazz Magazin, Kecskemét, 2014. augusztus
- Balval Ekel: Elek Bacsik, un homme dans la nuit (Bacsik Elek, egy férfi az éjszakában). Jacques Flament Editions, 2015 (A szerzői álnév mögött Pascale Radière, Bacsik Eleknek az 1962-es antibes-i jazzfesztivál idején, egy rövid kaland során fogant lánya rejlik. Soha nem tudtak egymásról, az írónő számára 2009-ben derült ki, hogy ki a vér szerinti apja.)
- Simon Géza Gábor: Akinek 24 nevét ismerjük – A francia sanzonjazz magyar sztárja. Bacsik Elek aranykorszaka. Gramofon Klasszikus és Jazz, Budapest, 2015. Tavasz
- Simon Géza Gábor: Esős évszak – Bacsik Elek bio-diszkográfia 1926–1993 / Season of the Rain – Elek Bacsik bio-discography 1926–1993. Magyar Jazzkutatási Társaság / Hungarian Society for Jazz Research, Budapest, 2016. május 31. ISBN 978-963-12-4707-7

## További információ
- Bacsik Elek Franciaországban legendássá vált (felvétel és lemezborító)
- Bacsik Elek: Guitar Conception (kritika a jazzma.hu oldalán)
- Dióhéjban (életrajz, videófelvétel és lemezborító a dzsipszizmus.postr.hu-n)